# ニュージャージー・ターンパイク

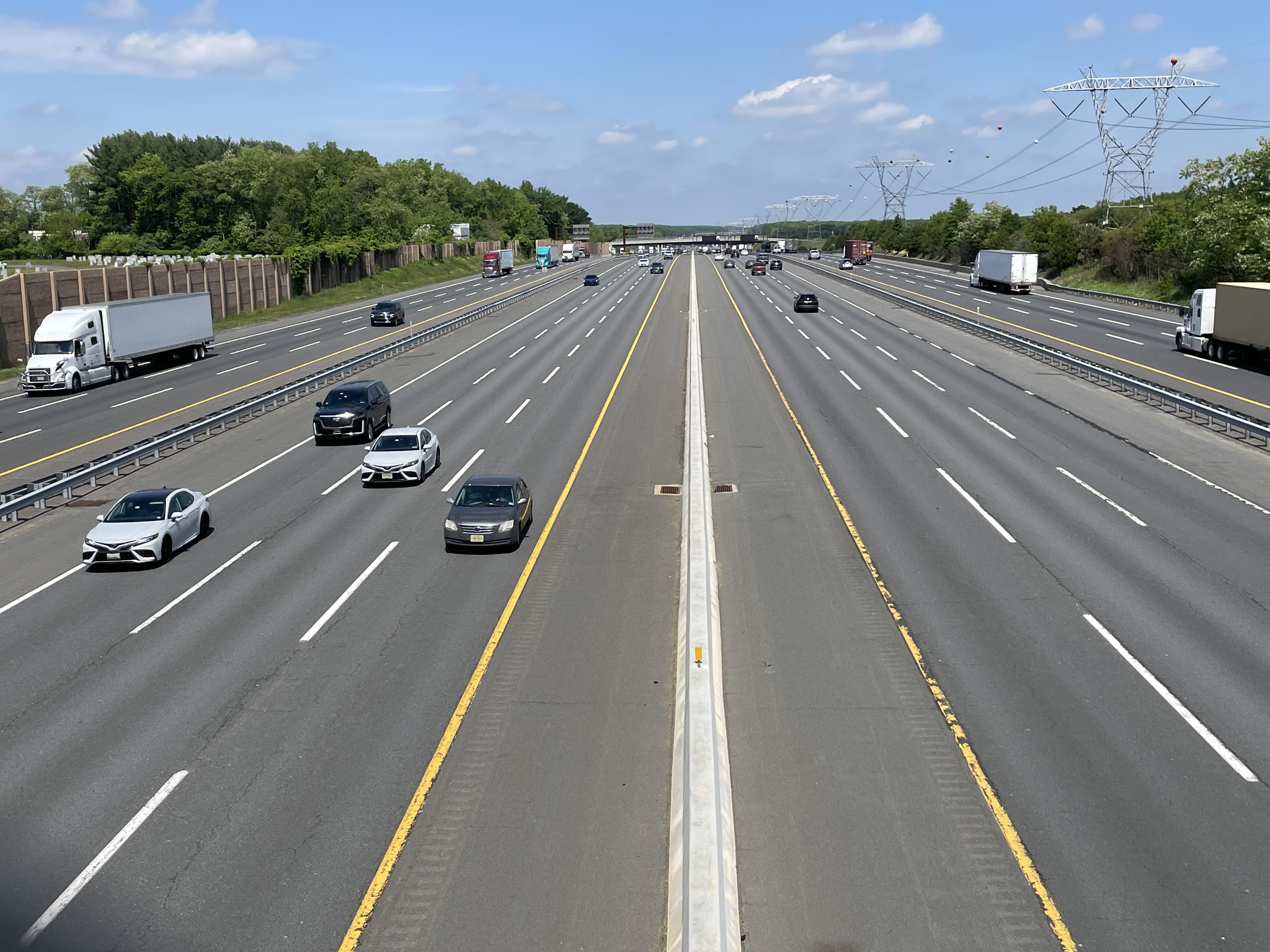

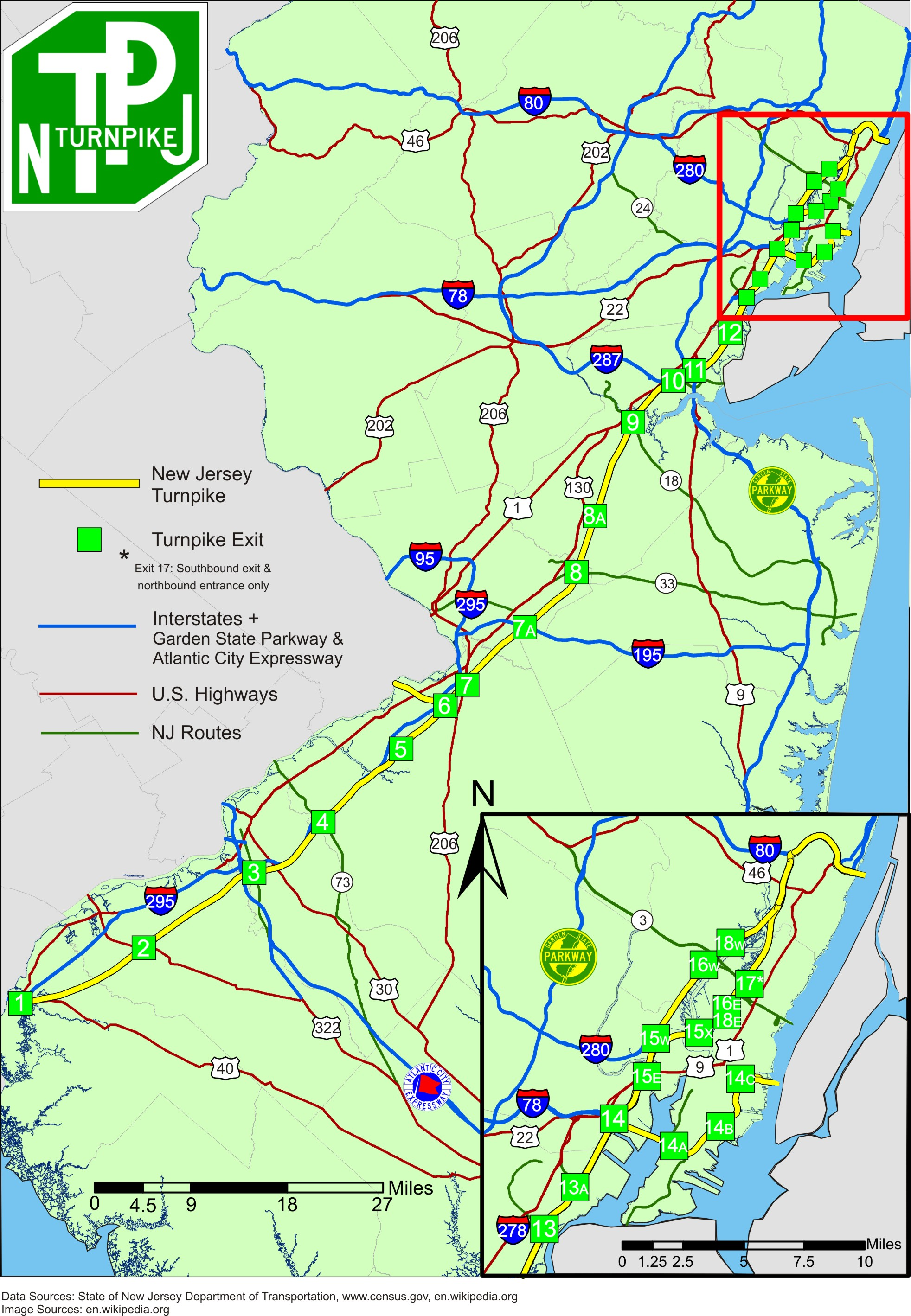
ニュージャージー・ターンパイク全図。全インターチェンジも示す。

ニュージャージー・ターンパイク (英語: New Jersey Turnpike、略称：NJTP)はアメリカ合衆国東海岸のニュージャージー州を広く縦断するターンパイクで、全長188.62キロメートル（117.20マイル）である。その路線の大部分は州間高速道路95号線（I-95）となっている。

## 概要
ニュージャージー・ターンパイクはニュージャージー州の南西部（デラウエア州ウィルミントンおよびペンシルベニア州フィラデルフィアのデラウェア川対岸）から、ニュージャージー州を縦断して、同州東北部（ニューヨーク市のハドソン川対岸）までである。国道1号線と共に、ワシントンD.C.～フィラデルフィア～ニューヨーク市間の交通大動脈を担っている。
その歴史について、こうした道路の建設案は1930年代に遡るが、じっさいの建設は1940年代末に行われて、1952年に開通して、その後もいくつかの延長が行われた。

## その他
- 人気グループ、サイモン&ガーファンクルが1968年にリリースした『ブックエンド』にある曲「アメリカ」にはアメリカの有名な地名が数々出てくるが、「counting the cars on the New Jersey Turnpike」とあり、ワシントンD.C.〜フィラデルフィア〜ニューヨーク市の交通量が多いこのターンパイクを描写している。

## 参照項目
- ガーデンステート・パークウェイ (Garden State Parkway)